# M58 120毫米坦克炮
M58 120毫米坦克炮（英語：120mm Gun M58）是一款美国于冷战初期研发的120毫米线膛坦克炮，主要安装在M103重型坦克上。英国授权生产的版本称为皇家兵工廠L1戰車炮（英語：Royal Ordnance L1），装备在征服者重型坦克上。法國從1945年起開始尋求引進國外120毫米戰車炮 ，美國的T53戰車炮與英國的QF4.7英寸戰車炮均在候選之列。1950年，法國以T123為藍本自行研製了一款120毫米炮，編號為D.1203（帶炮口制退器型稱為D.1203F，F為Frein de bouche，即「炮口制退器」），由勒阿弗爾機械廠負責生產。D.1203為兩段式炮管，取消了M58的排煙器，而彈道特性及彈藥等均與M58一致，D.1203坦克炮裝備在AMX-50福熙重型驅逐戰車及前兩輛AMX-50-120重型坦克上，後者帶自動裝彈機，可快速發射彈艙內6發彈藥。1954年，法國為AMX-50 B重型坦克安裝了D.1203的改進型，炮管改為一體式，長度增加至65倍徑，新型的T.O.B.（Tourelle Oscillante B，「B型搖擺炮塔」） 120炮塔將彈艙容量增加至19發，但D.1203隨著AMX-50的下馬無疾而終。儘管已被105毫米M68線膛炮和120毫米M256滑膛炮取代，但M58戰車炮至今仍是美国批量裝備過炮管最長、重量最重與炮口動能最大的戰車炮。

## 研发历史
M58坦克炮的开发可追溯至二战末期。1945年初，美國陸軍軍械部注意到120毫米M1高射炮的反坦克价值，开始研究将其改造为坦克炮的可行性。新型坦克炮被命名为T53 120毫米坦克炮，在两辆T30重型坦克上进行了装车试验，即T34重型坦克。研究表明，T53坦克炮的穿甲能力优于T29重型坦克使用的105毫米T5E1坦克炮以及T30重型坦克使用的155毫米T7坦克炮。由于二战结束，T53坦克炮和T34重型坦克未能定型投产，但为日后重型坦克的设计打下了基础。
1948年，世界局势日趋紧张，为了应对苏联IS-3重型戰車的威胁，美国战争军备委员会提出了现代化重型戰車的设计指标，要求在新型T43（日后的M103）重型坦克上装备120毫米坦克炮。1950年2月，美國陸軍軍械部批准以T53坦克炮为基础，继续发展轻量化的T122和T123坦克炮，其中T123坦克炮因为采用冷鍛技术，将最大膛压由T122的38,000psi提升至48,000psi，发射穿甲弹时初速相应由960米/秒提高至1006米/秒，被选为T43重型坦克的主武器。由于炮弹研制滞后，T123E1直到1956年2月25日才最终被正式定型为M58 120毫米坦克炮，此时克莱斯勒公司已生产该炮约300门左右。

## 设计特点
M58坦克炮本质上是二战设计的改进型，口径120毫米，炮身长60倍径（7.2米），全重达2.85吨。炮管为单层结构，使用身管自紧工艺，内有42条膛线，缠距1:25。管壁采用镀铬加强，但由于膛压较高烧蚀严重，炮身寿命仍只有250发。炮管前端有一段抽烟器，早期型在炮口两侧有导焰孔，很快因剧烈烧蚀便被取消。为避免过长的炮管在越野过程中触地受损，在行军时必须将火炮固定于行军炮架，或抬升至最大仰角。M58缺少火炮稳定仪，无法在行进间精确射击，但考虑到北约重型坦克的主要任务是远程火力支援，这一缺陷并不明显。

## 使用国家

### 美国
M103重型坦克是M58坦克炮的主要载具，除了第一辆T43原型车使用T122外全部装备M58。由于炮弹过于沉重，M103重型坦克为M58坦克炮配置了两名装填手：第一装填手将23千克重的弹头置于膛室，25千克重的药筒紧随其后；之后，第二装填手将弹头和药筒一口气连贯地推入炮膛，炮闩自动闭锁。这一动作对装填手技术要求很高，如果发力不当，弹头和药筒间会存在间隙，无法发射，必须下车用清膛杆将炮弹顶出膛室。因此M103坦克的装填手多对自己的工作十分自豪。借助两人的合作，M58的最大射速能达到5发/分。
M58还计划安装于两款替代T43的新型重型坦克上：一款是采用搖擺式炮塔的T57重型坦克。一门改进后的T123坦克炮（改称T179）固定于炮塔上半部，搭配旋转弹舱式自动装弹机，可快速发射8发弹药。另一款是T110重型坦克，也使用T123坦克炮（改称T204）。不久T43E1修缮项目取得成功，定型为M103重型坦克，T110和T57分别于1956年9月和1957年1月取消。
M58有一款轻量改进型T123E6，将全重从2.85吨减轻至1.93吨。这款坦克炮和M41 90毫米坦克炮、90毫米T208E9滑膛炮、105毫米X15E8线膛炮、105毫米T254线膛炮（L7的美国修改版）共同参与了下一代中型坦克主武器的竞标，最终T254胜出，成为M68坦克炮，T123E6由于射速缓慢屈居第二。此后50余年，美国主战坦克使用的全部是国外火炮的授权生产版，M58成为美国最后一代自主设计并批量列装的坦克炮。

### 英国
1949年，英國陸軍决定将FV 201通用坦克改为重型坦克（即FV 214征服者坦克），同样装备120毫米线膛炮以对抗IS-3重型戰車。当时英国工党政府正计划大幅削减国防预算，更倾向于采购国外现成的武器装备而非自行研发。1950年，英国政府不顾军方的反对，从美国获得了M58坦克炮的生产授权，命名为皇家兵工厂L1线膛炮。为了适配征服者的设计，皇家兵工廠对M58的设计进行了一些优化，包括：
- 将炮身长度由M58的60倍缩短到55倍径，改变耳轴安装位置，提高炮塔内部空间利用率。
- 将立式炮闩改成横式炮闩，采用电控机构进行开闩操作，增加装填速度，直接提高了射速。
- 取消炮管前端的抽烟器，在炮身中段增加配重。后期将配重改为抽烟器，称为L1A2坦克炮。

L1和M58坦克炮可共用弹药，但在现实中英國陸軍只使用自行研发的脫殼穿甲彈和碎甲彈，由于只有一名装填手，最大射速为4发/分。L1曾经是英军最强的坦克炮，部分性能甚至优于之后取代它的L11坦克炮
。但由于庞大的体积对载具和射速的负面影响过于明显，当潜力更大的L7坦克炮和L11坦克炮出现后，L1便失去了存在意义。FV 4004康威和FV 214征服者坦克是唯二使用L1线膛炮的英国坦克。

### 法國
法国从1945年起开始寻求引进国外120毫米坦克炮 ，美国的T53和英国的QF 4.7英寸炮均在候选之列。1950年，法国以T123为蓝本自行研制了一款120毫米炮，编号D.1203（带制退器型称为D.1203F，F为Frein de bouche，即“炮口制退器”），由勒阿弗尔机械厂负责生产。D.1203为两段式炮管，取消了M58的抽烟器，而弹道特性及弹药等均与M58一致。D.1203坦克炮装备于AMX-50福熙重型坦克歼击车及前两辆AMX-50-120重型坦克，后者带自动装弹机，可快速发射弹舱内6发弹药。1954年，法国为AMX-50 B重型坦克安装了D.1203的改进型，炮身改为一体式，长度增加至65倍径，新型的T.O.B.（Tourelle Oscillante B，“B型搖擺炮塔”） 120炮塔将弹舱容量增加至19发。D.1203随着AMX-50的下马无疾而终。

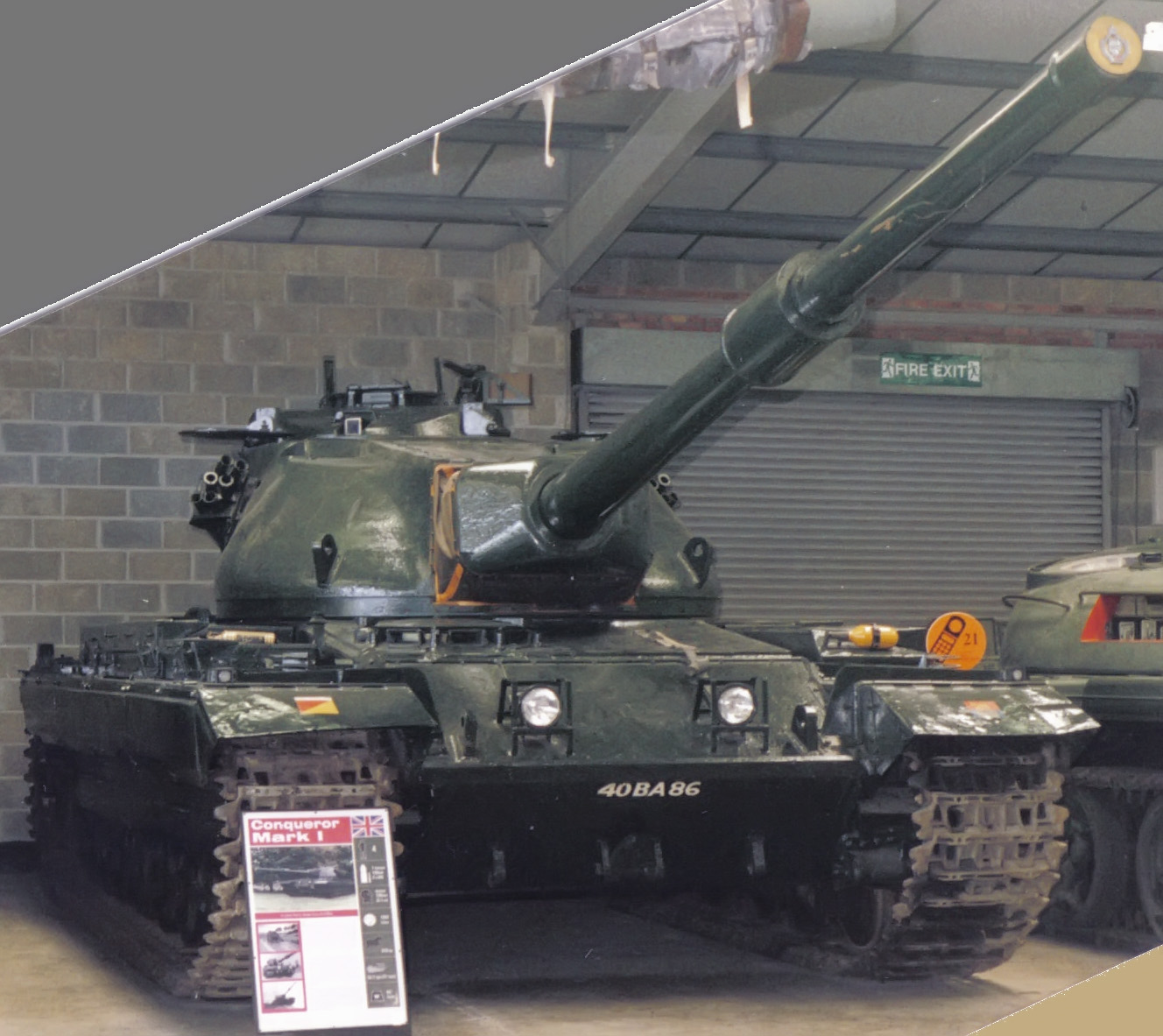
使用L1线膛炮的征服者重型坦克。
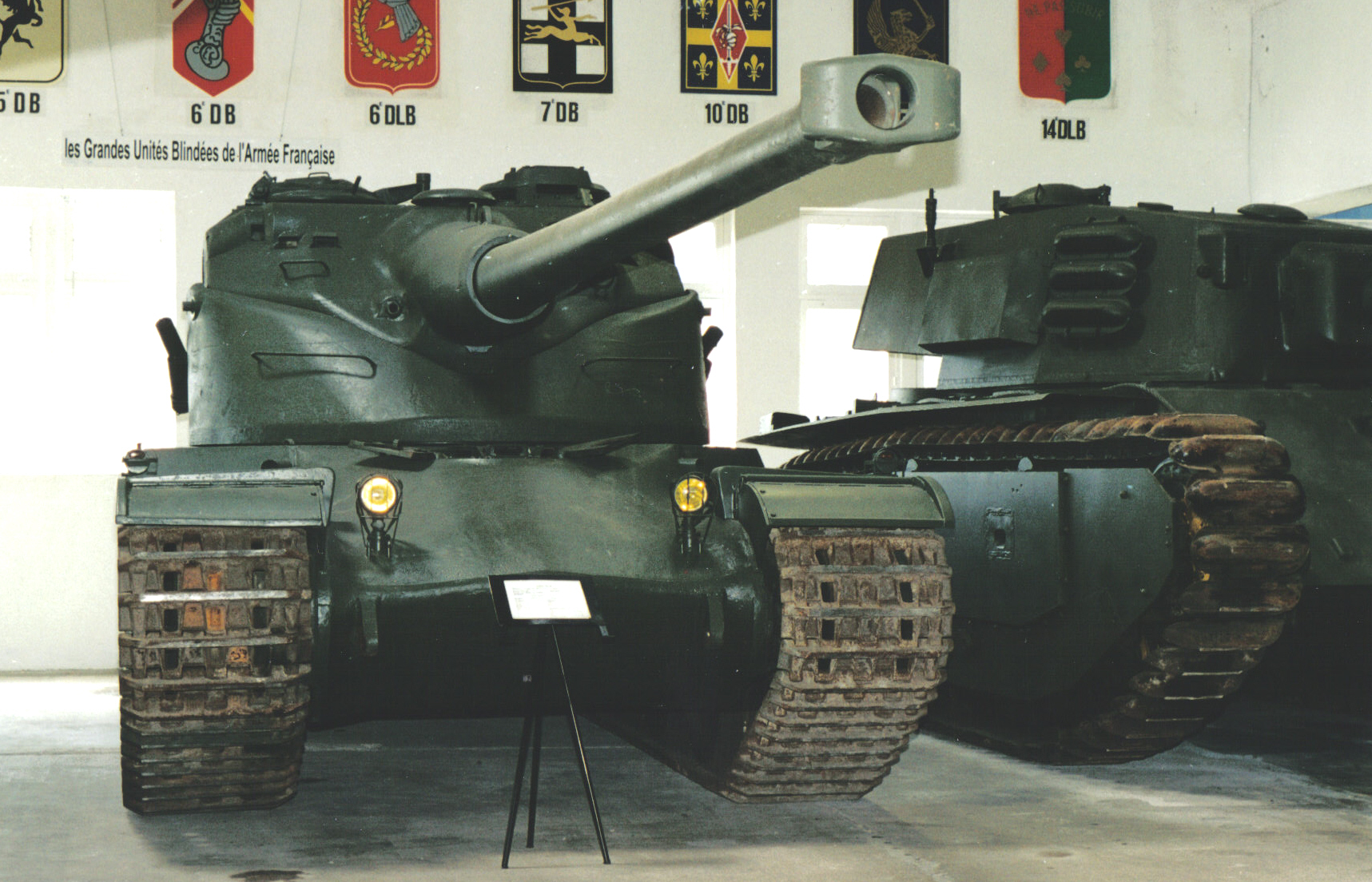
使用D.1203坦克炮的AMX-50 B重型坦克。

## 穿深表现

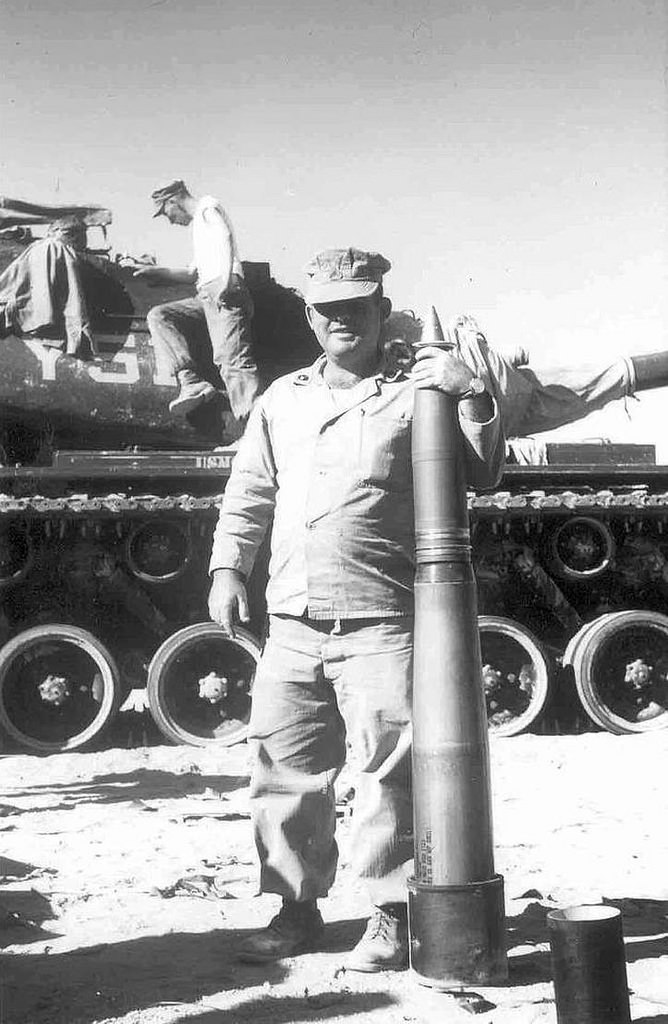
一名海军陆战队上士与M58使用的高爆弹合影。

M58使用共五种分装式弹药：M358风帽穿甲弹（APBC）、M469翼稳高爆反坦克彈（HEAT-FS）、M356高爆弹（HE）、M357煙霧彈（WP）、以及M359E2训练弹（TPBC），英国则为L1研发了脫殼穿甲彈和碎甲彈，每一种全重都在40千克以上。
| 火炮            | M58    | M58      | L1A1  | L1A1  |
| --------------- | ------ | -------- | ----- | ----- |
| 弹名            | M358   | M469     | L1G   | L31   |
| 弹种            | APBC-T | HEATFS-T | APDS  | HESH  |
| 炮口初速（m/s） | 1067   | 1143     | N/A   | N/A   |
| 穿深（1000码）  | 221mm  | 330mm    | 446mm | 460mm |
| 穿深（2000码）  | 196mm  | 330mm    | N/A   | 460mm |

### 引用
1. ↑  Hunnicutt 1990，第313-314頁.
2. ↑  Hunnicutt 1988，第117頁.
3. ↑  Estes & Chasemore 2013，第49頁.
4. 1 2  Ahmad & Picard 1970，第3.4-5頁.
5. ↑  Estes & Chasemore 2013，第30頁.
6. ↑  Estes & Chasemore 2013，第39頁.
7. 1 2  Estes & Chasemore 2013，第91頁.
8. ↑  Estes & Chasemore 2013，第12頁.
9. ↑  Hunnicutt 2015，第154頁.
10. ↑  Norman 1972，第6頁.
11. ↑  子迟 2013，第87頁.
12. 1 2 3  Griffin 1999，第114頁.
13. ↑  Germershausen 1982，第296, 302頁.
14. ↑  OBJET : Canon du char moyen [Digital image]. (1949, July 13). Retrieved from http://cdn-live.warthunder.com/uploads/25/7c3492734090e7041c844225ba02be81aec1fe_mq/d1203-2.jpg
15. ↑  . photos.google.com.   [2017-05-06]. （原始内容存档于2019-02-17） （法语）.
16. ↑  . photos.google.com.   [2017-05-06]. （原始内容存档于2016-09-28） （法语）.
17. 1 2  Hunnicutt 1988，第219頁.

### 文献
- Ahmad, I.; Picard, J.P. . Watervliet, NY: Watervliet Arsenal. 1970-02-26: 3.4–5. Paper No. At 714668 （英语）.
- Estes, Kenneth; Chasemore, Richard. . Long Island City, NY: Osprey Publishing. 2013  [2017-05-04]. ISBN 978-1849089814. （原始内容存档于2019-10-18） （英语）.
- Germershausen, R.  First Engish. Düsseldorf: Rheinmetall GmbH. 1982: 296, 302 （英语）.
- Griffin, Rob. . Marlborough, UK: Crowood Press. 1999: 114. ISBN 9781861262516 （英语）.
- Hunnicutt, Richard. . Presidio Pr. March 1988  [2017-05-04]. ISBN 978-0891413042. （原始内容存档于2019-10-18） （英语）.

- Hunnicutt, Richard. . Novato, California: Presidio Press. 1990: 9780891413882 （英语）.
- Hunnicutt, Richard. . Guilford, VT: Echo Point Books & Media. 2015: 154. ISBN 978-1626548794 （英语）.
- Norman, Michael. . Windsor, Berkshire, England: Profile Publications Ltd. 1972 （英语）.
- 子迟. . 海陆空天惯性世界. 2013年, (第12期): 86-103页.